# Scaptodrosophila lurida
Scaptodrosophila lurida är en tvåvingeart som först beskrevs av Walker 1860.  Scaptodrosophila lurida ingår i släktet Scaptodrosophila och familjen daggflugor. Inga underarter finns listade i Catalogue of Life.